# Kommunionbank

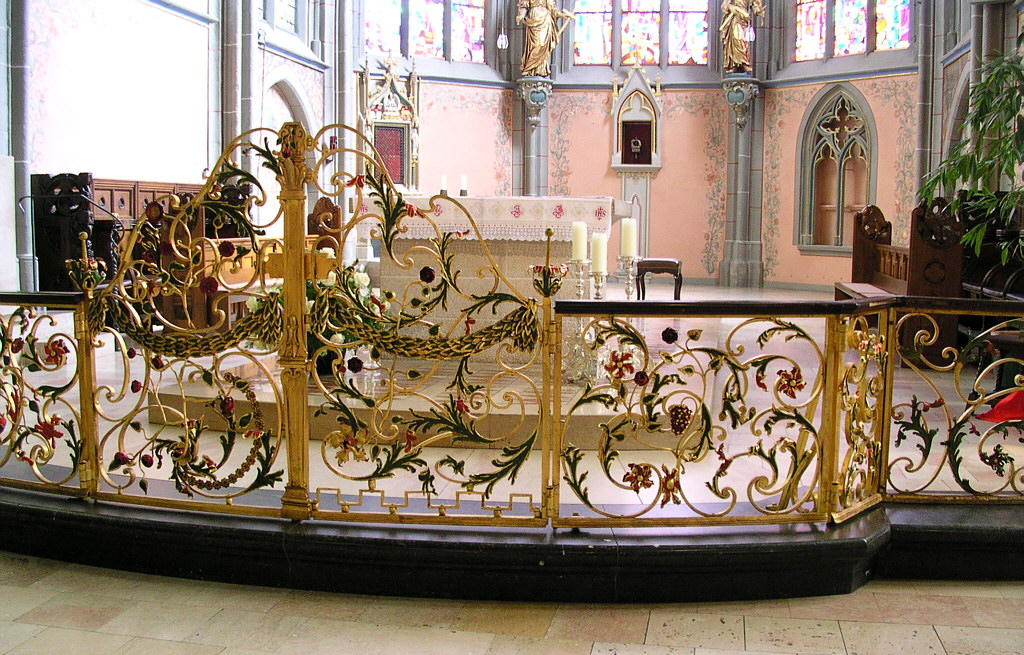
Kommunionbank in St. Laurentius, Ahrweiler

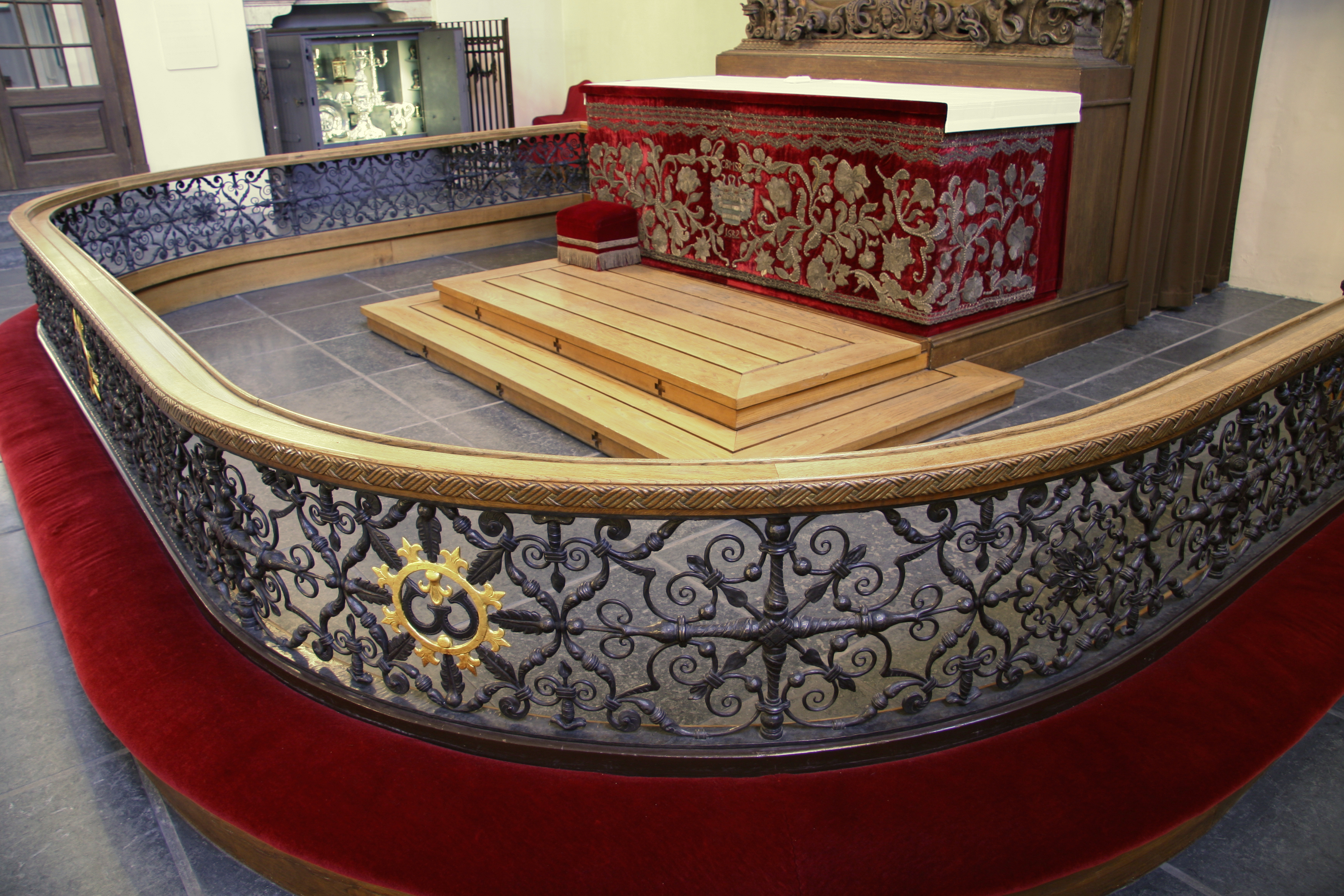
Kommunionbank in der Holmens Kirke in Kopenhagen

Die Kommunionbank ist eine halbhohe Abschrankung vor dem Altarraum einer Kirche, vor der die Gläubigen zum Empfang der Kommunion niederknien. Kommunionbänke finden sich vor allem in katholischen, aber auch in lutherischen Kirchen. Regional wird die Kommunionbank, die auch die Funktion einer Chorschranke haben kann, wegen ihrer Gestaltung und Funktion ("speisen gehen", d. h. zum Tisch des Herrn zu gehen)  Speisgitter genannt.

## Geschichte
Historisch gehören Kommunionbänke zu den zahlreichen Formen von Begrenzungen, die in Kirchen seit frühester Zeit den Bereich des Altars und des Klerus vom Bereich des Volks trennten. Im Altertum waren steinerne Chorschranken die Regel. Daraus entwickelte sich im Osten die Ikonostase, im Westen der Lettner.
Als das Knien beim Empfang der Eucharistie üblich wurde, entstand die Form der Kommunionbank, die in der Barockzeit meist aus Marmor oder aus Holz hergestellt wurde. Teile der Chorschranken wurden in der Regel als Türen aufklappbar gestaltet, damit ein Zugang vom Altar her möglich blieb. Hinter der Kommunionbank musste bis zur untersten Altarstufe ein Freiraum verbleiben, damit der Priester an der Kommunionbank entlang von einem der knienden Gläubigen zum nächsten gehen konnte. Bei der Benutzung der Kommunionbank wurde ein Tuch darüber gedeckt, das auf der Rückseite mit Schlaufen an Knöpfen befestigt werden konnte. Dieses Kommunionbanktuch oder „Speistuch“ diente ursprünglich dazu, eventuell heruntergefallene Partikel der Hostie aufzufangen, später sollte es die Vorstellung von der Kommunionbank als Tisch des Herrn unterstützen. Es war meist aus Leinen und konnte Spitzenbesatz oder eine bestickte Bordüre haben.
Nach der Liturgiereform des Zweiten Vatikanischen Konzils wurde vielerorts die Handkommunion üblich, die meist stehend empfangen wird. Dadurch verloren viele Kommunionbänke ihre Funktion und wurden entfernt oder an andere Stellen im Kirchenraum versetzt, weil Platz für den neu eingeführten Volksaltar nötig war. Manchmal verwendete man zur Herstellung dieser neuen Altäre auch Teile der Kommunionbänke.